# Липский повет
Липский повет (пол. Powiat lipski) — повет (район) в Польше, входит как административная единица в Мазовецкое воеводство. Центр повета — город Липско. Занимает площадь 747,58 км². Население — 35 564 человека (на 2013 год).

## Административное деление
- Города: Липско, Солец-над-Вислой.
- Городско-сельские гмины: Гмина Липско, Гмина Солец-над-Вислой.
- Сельские гмины: Гмина Хотча, Гмина Цепелюв, Гмина Жечнюв, Гмина Сенно.

## Демография
Население повета дано на 2013 год.
| Перепись            | Всего  | Мужчины | Женщины |
| ------------------- | ------ | ------- | ------- |
| Всего               | 35 664 | 17 669  | 17 895  |
| Городское население | 5816   | 2820    | 2996    |
| Сельское население  | 29 748 | 14 849  | 14 899  |